# 458
458（四百五十八、よんひゃくごじゅうはち）は自然数、また整数において、457の次で459の前の数である。

## 性質
- 458は合成数であり、約数は1, 2, 229, 458である。
  - 約数の和は690。
- 142番目の半素数である。1つ前は454、次は466。
- 各位の平方和が105になる最小の数である。次は485。(オンライン整数列大辞典の数列 A003132)
  - 各位の平方和が n になる最小の数である。1つ前の104は268、次の106は59。(オンライン整数列大辞典の数列 A055016)
- 各位の立方和が701になる最小の数である。次は485。(オンライン整数列大辞典の数列 A055012)
  - 各位の立方和が n になる最小の数である。1つ前の700は22567、次の702は1458。(オンライン整数列大辞典の数列 A165370)
- 458 = 132 + 172
  - 異なる2つの平方数の和で表せる138番目の数である。1つ前は457、次は461。(オンライン整数列大辞典の数列 A004431)
- 458 = 12 + 42 + 212 = 32 + 72 + 202 = 42 + 92 + 192 = 52 + 122 + 172 = 82 + 132 + 152 = 92 + 112 + 162
  - 3つの平方数の和6通りで表せる13番目の数である。1つ前は441、次は459。(オンライン整数列大辞典の数列 A025326)
  - 異なる3つの平方数の和6通りで表せる6番目の数である。1つ前は434、次は497。(オンライン整数列大辞典の数列 A025344)
- 約数の和が458になる数は1個ある。(457) 約数の和1個で表せる87番目の数である。1つ前は422、次は462。
- 各位の和が17になる16番目の数である。1つ前は449、次は467。

## その他 458 に関連すること
- 西暦458年
- 紀元前458年
- フェラーリ・458イタリア
- イギリス鉄道458形電車
- .458 SOCOM弾
- 1963年11月に福岡県大牟田市で発生した三井三池三川炭鉱炭じん爆発では、458名の死者が出た。